# Phalonidia melanothicta
Phalonidia melanothicta es una especie de polilla del género Phalonidia, categorizada en la tribu Cochylini, de la subfamilia Tortricinae.

## Distribución
Se distribuye por Asia: China, en la ciudad de Shanghái.

## Taxonomía
Fue descrita por Meyrick en 1927 y publicada en Exotic Microlepid. 3: 367.